# Minchinabad
Minchinabad é uma cidade do Paquistão localizada na província de Punjab.